# Cliff Jackson

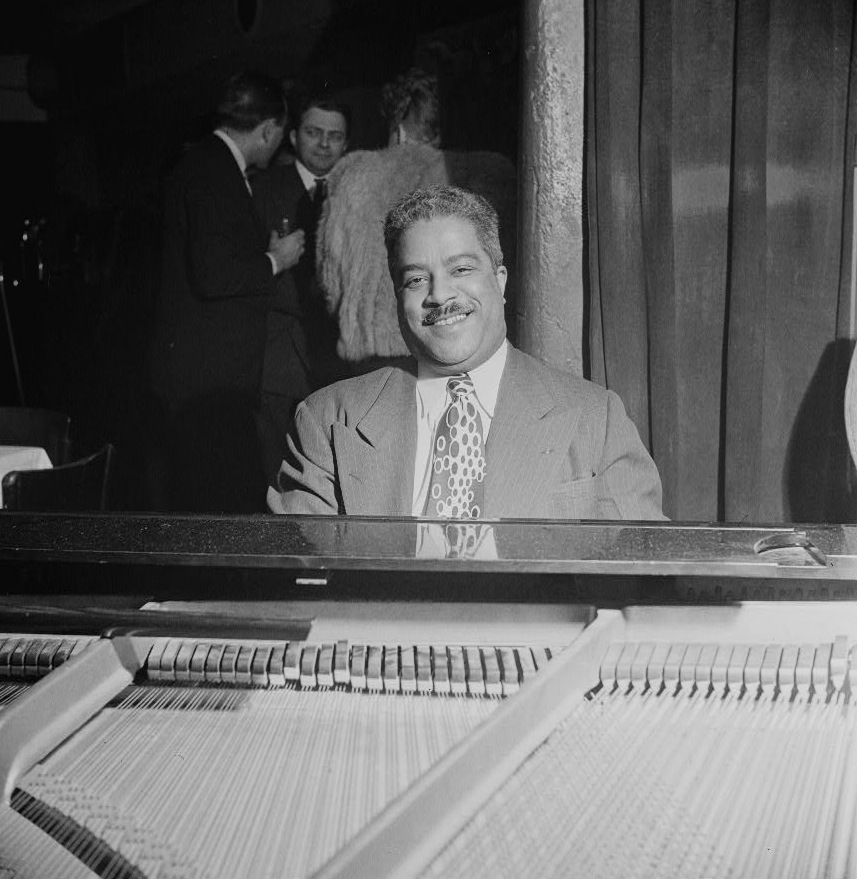
Cliff Jackson (1947, Photo: William P. Gottlieb)

 Clifton Luther „Cliff“ Jackson (* 19. Juli 1902 in Culpeper, Virginia; † 24. Mai 1970 in New York City) war ein US-amerikanischer Pianist des Stride Piano und Bandleader.

## Leben und Wirken
Jackson kam 1923 von Atlantic City nach New York, wo er im folgenden Jahr in Lionel Howards Musical Aces musizierte. Unter eigenem Namen nahm er 1926 Hock Shop Blues und What’s The Matter Now auf; die Titel erschienen später bei Riverside Records (Riverside History Of Classic Jazz, Vol. 7&8: Chicago Style / Harlem). 1927 entstanden Aufnahmen mit Bob Fuller und Elmer Snowden; danach gründete er eine Big Band (Krazy Kats), mit der er 1930 einige Titel aufnahm, darunter Horse Feathers und The Terror. Nach Auflösung der Band, in der u. a. zeitweilig auch Happy Caldwell, Bingie Madison, Tricky Sam Nanton und Rudy Powell spielten, arbeitete Jackson zumeist als Solist in New Yorker Nachtclubs. In dieser Zeit begleitete er Sängerinnen wie Viola McCoy, Lena Wilson, Sara Martin, Lizzie Miles und Clara Smith. Weitere Aufnahmesessions fanden 1940/41 mit Sidney Bechet statt.
Unter eigenem Namen spielte er 1944/45 Solo-Titel und Dixieland-Nummern für Black & White Records ein. In den folgenden Jahren nahm er außerdem für das Label Disc (1945), Riverside/Swingville (1961, darunter den Rudy Van Gelder gewidmeten Blues in Englewood) und Black Lion (Carolina Shout!), Ri-Disc, Jazzology und Master Jazz (1969) auf. 1943 bis 1951 war er Hauspianist im Café Society; 1946 ging er mit Eddie Condon auf Tournee. 1966 trat er mit seiner Frau Maxine Sullivan auf, mit der er seit 1960 verheiratet war. Er spielte im Laufe seiner Karriere u. a. mit Bunk Johnson, Tommy Ladnier, Mezz Mezzrow, Red Norvo, Garvin Bushell (1950), J. C. Higginbotham (1960) und Joe Thomas (1962).

## Sammlung
- The Complete Master Jazz Piano Series mit Earl Hines, Claude Hopkins, Cliff Jackson, Keith Dunham, Sonny White, Jay McShann, Teddy Wilson, Cliff Smalls, Sir Charles Thompson, Gloria Hearn & Ram Ramirez (1969–1974). Mosaic, 1990 – 6 LPs oder 4 CDs